# 粤海街道

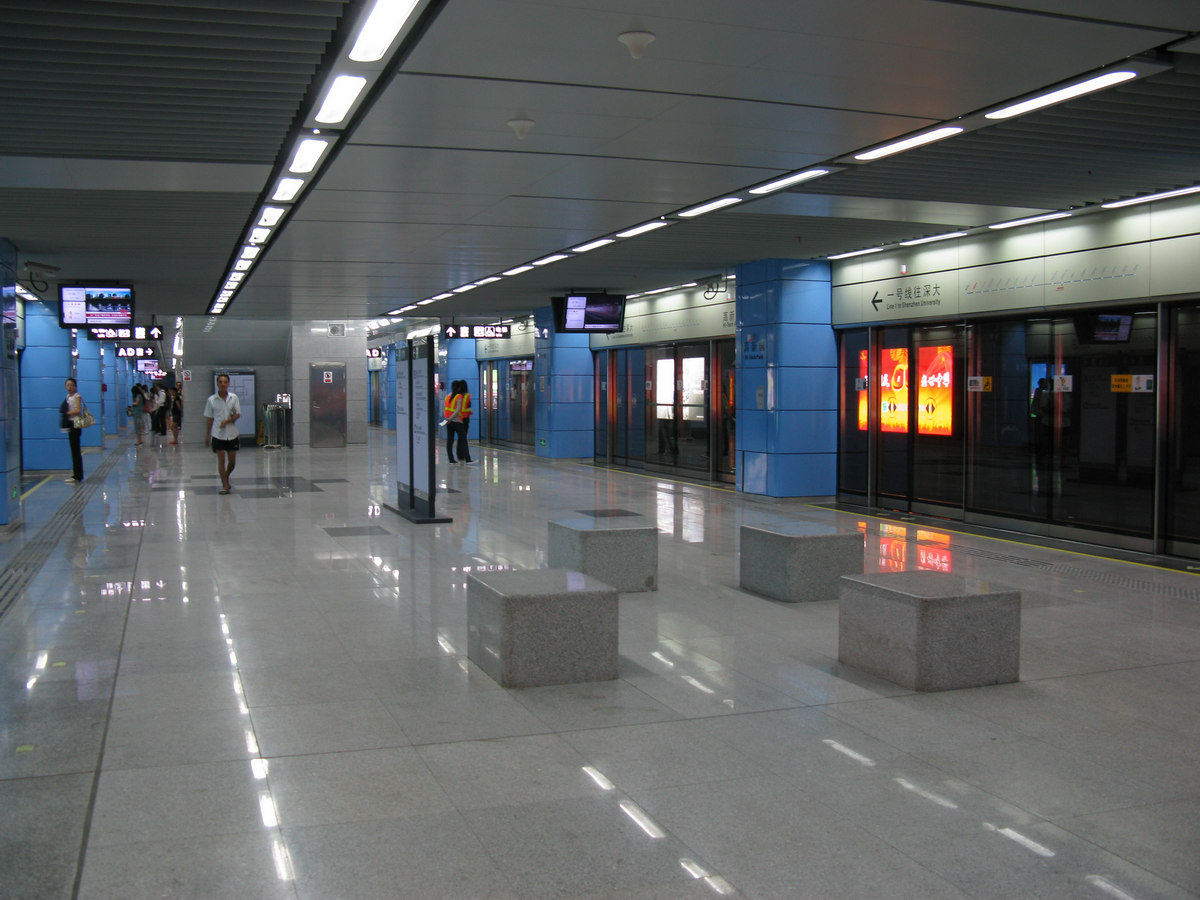
深圳地鐵高新園站月台

粤海街道是中华人民共和国广东省深圳市南山區下辖的一个街道，位于南山半岛东北部，1991年2月成立，範圍大約是由沙河西路至南海大道一帶，濱臨后海灣。
深圳大學、深圳科技園均是位處此區。

## 地理
辖区总面积约20平方公里，总人口约32万人，其中户籍人口22万人。

## 經濟
- 深圳湾口岸，人才公园西侧的深圳湾一号大厦楼宇群
- 华润大厦（春笋）及深圳湾体育中心
- 腾讯滨海大厦

- 深圳科技園
  - 騰訊濱海大廈（騰訊總部）
- 後海企業總部基地
  - 中國華潤大廈
  - 深圳灣一號

## 行政区划
现下辖：科技园社区、深圳大学社区、创业路社区、龙城社区、南油社区、后海社区、京光社区、大冲社区、海珠社区、名海社区、铜鼓社区、蔚蓝海岸社区、高新区社区、麻岭社区、滨海社区和粤桂社区。

## 交通

### 道路
- 深南路
- 濱海大道

### 鐵路
- 深圳地鐵1號線
  - 高新園站
  - 深大站
- 深圳地铁2号线
  - 科苑站
  - 后海站
  - 登良站
- 深圳地铁9号线
  - 高新南站
  - 粤海门站
  - 深大南站